# Alban Berg
Alban Maria Johannes Berg (ur. 9 lutego 1885 w Wiedniu, zm. 24 grudnia 1935 tamże) – austriacki kompozytor, jeden z prekursorów muzyki atonalnej. Jeden z trzech czołowych muzyków drugiej szkoły wiedeńskiej.

## Życiorys
Urodził się w średniozamożnej rodzinie mieszczańskiej. Otrzymał typowe dla epoki domowe wykształcenie muzyczne. Komponować zaczął jako nastolatek, nie posiadając formalnej wiedzy kompozytorskiej. Po skończeniu (nie bez trudności) szkoły średniej, w 1904 został zaakceptowany jako student wiedeńskiego konserwatorium w klasie Arnolda Schönberga, który w ten czas rozpoczął eksperymenty z muzyką dodekafoniczną. Innym uczniem Schönberga studiującym w tym samym czasie był Anton Webern. W swej twórczości Berg wykorzystywał zasady atonalności i serializm, lecz także wiele z jego kompozycji jest muzyką tonalną lub mieszaną, osadzoną w estetyce późnego romantyzmu.
Po zakończeniu studiów Berg rozpoczął pracę kompozytorską jednocześnie pracując zawodowo jako księgowy. W 1911 poślubił znaną śpiewaczkę Helene Nahowski. W 1915 został powołany do służby wojskowej, z której został zwolniony w rok później z powodu słabego zdrowia (cierpiał na astmę). Jego wojskowe przeżycia skłoniły go do skomponowania opery Wozzeck bazującej na popularnym dramacie Büchnera (Woyzeck). Premiera opery miała miejsce w 1925 i spotkała się z dobrym przyjęciem. W 1918 wraz z Arnoldem Schönbergiem założył Verein für musikalische Privataufführungen, którego celem było wspieranie awangardowych eksperymentów muzycznych.
Do innych znanych dzieł Berga należą Koncert kameralny na fortepian, skrzypce i 13 instrumentów dętych (1925) oraz Suita liryczna na kwartet smyczkowy (1926). W obu Berg połączył tradycyjną tonalność z zasadami atonalności. Ostatnim dziełem opublikowanym za życia kompozytora był Koncert skrzypcowy „pamięci Anioła” dedykowany tragicznie zmarłej w wieku 19 lat Manon Gropius, córce Almy Mahler, wdowy po Gustavie Mahlerze i Waltera Gropiusa.
Zmarł w wieku 50 lat na skutek zakażenia po nieudolnej próbie oczyszczenia rany powstałej w miejscu użądlenia owada. 
Umierając Berg pozostawił niedokończoną operę Lulu. Jest on także autorem libretta tego dzieła. Erotycznie skandalizująca opera opowiada o jego skrywanej miłości do Hanny Fuchs-Robettin. Opera, wystawiona po raz pierwszy w Zurychu w 1937, została ukończona przez Friedricha Cerhę i wystawiona po raz pierwszy w całości w 1979.

## Twórczość
| Rodzaj twórczości      | Liczba utworów |
| Muzyka wokalna         | Muzyka wokalna |
| ---------------------- | -------------- |
| Pieśni                 | 83             |
| Muzyka chóralna        | —              |
| Muzyka instrumentalna  |                |
| Symfonie               | —              |
| Koncerty               | 2              |
| Muzyka kameralna       | 6              |
| Inne formy orkiestrowe | 2              |
| Opery                  | 2              |
| Balety                 | —              |
| Utwory na fortepian    | 19             |
| Razem                  | 116            |

Najważniejsze utwory:
- opery Wozzeck, Lulu
- Koncert skrzypcowy „pamięci Anioła”
- Suita liryczna na kwartet smyczkowy
- Siedem wczesnych pieśni